# Enicospilus glabratus
Enicospilus glabratus är en stekelart som först beskrevs av Thomas Say 1835.  Enicospilus glabratus ingår i släktet Enicospilus och familjen brokparasitsteklar. Inga underarter finns listade i Catalogue of Life.